# Francisco Afan Delgado

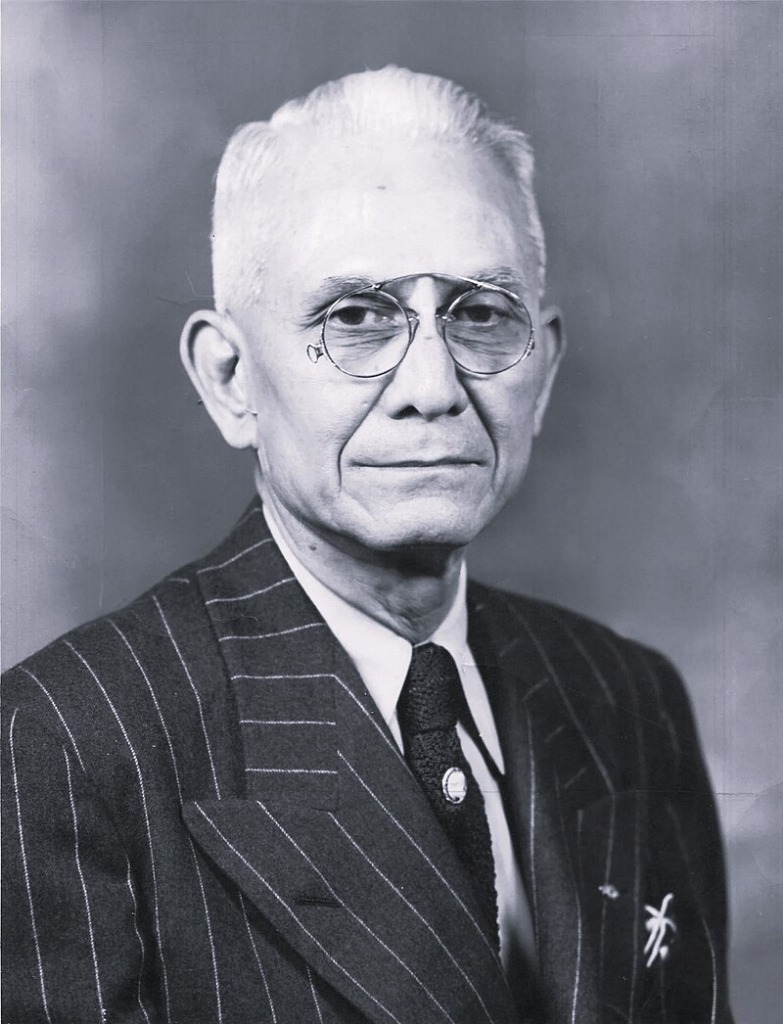
Francisco Afan Delgado

Francisco Afan Delgado (* 25. Januar 1886 in der Provinz Bulacan; † 27. Oktober 1964 in Manila) war ein philippinischer Politiker. In den Jahren 1935 und 1936 vertrat er die Philippinen als Delegierter (Resident Commissioner) im Repräsentantenhaus der Vereinigten Staaten.

## Leben
Francisco Delgado besuchte zunächst Schulen seiner philippinischen Heimat. Dazu gehörten das Ateneo de Manila und das Colegio Filipino. Anschließend absolvierte er die Los Angeles High School und die Compton Union High School in Kalifornien. Nach einem anschließenden Jurastudium an der Indiana University in Bloomington und seiner 1908 erfolgten Zulassung als Rechtsanwalt begann er in Indianapolis in seinem neuen Beruf zu arbeiten. Zwischenzeitlich studierte er noch für kurze Zeit an der Yale University. Nach seiner Rückkehr auf die Philippinen war er bis 1913 in verschiedenen Stellungen als Jurist für die dortige Regierung tätig. Danach praktizierte er dort als privater Rechtsanwalt. 1918 diente er in der philippinischen Nationalgarde. Im selben Jahr war er auch Mitglied im Verteidigungsrat seines Territoriums. Später schlug er als Mitglied der Nacionalista Party eine politische Laufbahn ein. Zwischen 1931 und 1934 war er Abgeordneter im Repräsentantenhaus der Philippinen.
Im Jahr 1935 wurde Delgado von der philippinischen Legislative als nicht stimmberechtigter Delegierter in das US-Repräsentantenhaus in Washington, D.C. gewählt, wo er am 3. Januar 1935 die Nachfolge von Camilo Osias antrat. Dieses Amt konnte er bis zum 14. Februar 1936 ausüben. An diesem Tag wurde entsprechend einer neuen Verfassung der Philippinen nur noch ein Kongressdelegierter nach Washington entsandt, anstatt wie bisher zwei. Delgados Mandat wurde somit abgeschafft. Das Amt wurde dann von Quintín B. Paredes übernommen, der zwischen 1936 und 1938 einziger Kongressdelegierter der Philippinen war.
In den Jahren 1936 und 1937 war Francisco Delgado Berufungsrichter. Danach praktizierte er wieder als Anwalt. 1945 war er Delegierter auf einer internationalen Juristenkonferenz in Washington. Im selben Jahr war er auch Delegierter auf der Gründungsversammlung der UNO in San Francisco. Von 1946 bis 1951 gehörte er der Philippine War Damage Commission an; von 1951 bis 1957 saß er im Senat der Philippinen. Von 1958 bis 1962 war er philippinischer Botschafter bei der UNO. Er starb am 27. Oktober 1964 in Manila.